# Marie Reuther
Marie Reuther (* 28. März 1996 in Rungsted) ist eine dänische Schauspielerin.

## Leben
Marie Reuther erhielt ihre Schauspielausbildung, die sie 2020 als Bachelor abschloss, an der Den Danske Scenekunstskole, der Nationalen Hochschule für Darstellende Künste in Kopenhagen.
2019 war sie in verschiedenen Kurzfilmen sowie in der Fernsehserie Badehotellet als Louise zu sehen. Eine Hauptrolle hatte sie 2021 in der Mystery-Thriller-Serie Kamikaze von Regisseur Kaspar Munk für HBO. Für ihre Darstellung der Julie, die bei einem Flugzeugabsturz ihre Familie verliert, wurde sie im selben Jahr am Festival Séries Mania in Lille als beste Schauspielerin im internationalen Wettbewerb und im Rahmen der Berlinale 2022 als European Shooting Star ausgezeichnet.
Am Det Kongelige Teater stand sie 2019 in Cyrano de Bergerac sowie 2021 als Angelique in Molières Der eingebildete Kranke auf der Bühne.
2022 wurde sie neben Dan Levy und Thaddea Graham für die vierte Staffel der Netflix-Serie Sex Education verpflichtet.

## Filmografie (Auswahl)
- 2019: Badehotellet (Fernsehserie)
- 2019: Bleed (Kurzfilm)
- 2019: Bror (Kurzfilm)
- 2019: Ingen siger farvel, men alle forsvinder (Kurzfilm)
- 2019: Soy No Soy (Kurzfilm)
- 2021: Jeg har ikke tid til det her (Kurzfilm)
- 2021: Fantomforhold – Allie (Fernsehserie)
- 2021: Kamikaze (Fernsehserie)

## Auszeichnungen und Nominierungen
Festival Séries Mania 2021
- Auszeichnung als beste Schauspielerin im internationalen Wettbewerb für Kamikaze[6][4]

Internationale Filmfestspiele Berlin
- 2022: Auszeichnung als European Shooting Star für Kamikaze[4]